# 阿思根

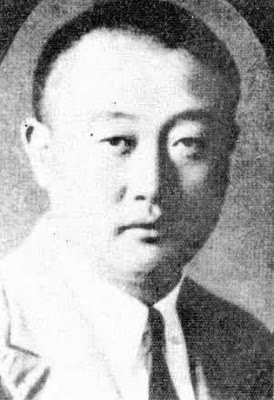

阿思根（1908年1月15日—1948年1月31日），又名阿拉坦仓，汉名李友桐，蒙古族，1940年代东蒙自治运动领导人之一，军人。

## 生平
1908年1月15日出生于内蒙古科尔沁左翼中旗腰力毛都苏木一个“庄特尔”家庭。早年就读于郑家屯奉天省立第四高级中学校，因参加抵制日货运动被学校开除。20岁就读于北平蒙藏学校。后因参加学潮被校方开除辍学返乡。
九一八事变后加入了甘珠尔扎布组织的内蒙自治军，在军中认识了联共 (布)党员、共产国际派遣到东蒙古秘密开展工作的朋斯克、特木尔巴根，在他们的介绍下，阿思根开始接受马克思主义启蒙，1932年4月加入了内蒙古人民革命党。1933年5月，朋斯克从苏联汇报回来，代表共产国际指示阿思根、那钦双和尔留在兴安南省警备军内秘密开展革命工作。阿思根两次留学日本学习军事，1938年毕业于日本陆军大学。在当时的军事院任职，并被任命为驻通辽的满洲国陆军第九军管区上校参谋长，1939年夏季的诺门罕战役期间，曾赴前线慰问兴安军官兵。1941年至1942年任兴安军陆军军官学校战术教官。
1945年8月15日，日本宣布投降后，阿思根与哈丰阿、朋斯克、博彦满都等其他东蒙民族自治运动的领袖一道，共同推展民族自治运动。1945年8月18日，由哈丰阿、博彦满都、特木尔巴根等人发起，组成内蒙古人民解放委员会，发表了《内蒙古人民解放宣言》，宣布恢复内蒙古人民革命党，建立东蒙党部，提出实行民族平等、联合中国革命力量，争取民族解放以及内外蒙合并等项政治主张。随即派出大批青年分赴各盟旗，发展内蒙古人民革命党各级组织，同时进行“内外蒙合并”签名活动。为了组建自己的军队，1945年10月来到王爷庙,，将民警大队、护路大队、内防总队等分散的武装力量统一起来，组成支民族武装。1945年12月5日，中共的辽北军区派胡秉权、张廷钧等10余名干部、战士来东蒙古开辟工作。在突泉县被国民党光复军扣押。 阿思根闻讯后，率民警总队二大队火速赶到突泉镇营救。与伪县长谈判失败后，他当机立断带领部队夜袭突泉镇，经过激烈的巷战，歼灭了国民党光复军千余人，解放了突泉镇，救出所有押压人员，为共产党开展东蒙古工作建立了基础。
1946年1月，东蒙古人民自治政府成立，阿思根任内务部长。参与了改编伪满旧军队的工作，在东部地区6个盟分别建立了6个师，1946年2月组建成东蒙古人民自治军，任司令员。当时的东北地区是国共两军争夺的战略要地，对当地的地方武装以及民族自治武装也竭尽权利争取拉拢。而东蒙古自治政府的政治倾向上是亲苏亲共的，所以它一成立就得到了苏、蒙的承认，中共中央东北局和西满分局都发去贺电，予以承认和祝贺，而国民政府不予承认，因此东蒙自治运动成立伊始就与中国共产党发生了密切关系。阿思根不顾东蒙古当局内部右派势力反对，积极与中共西满分局、西满军区合作，在白城子的东北民主联军嫩南军区设立常驻联络站。1月25日与西满军区司令员吕正操、西满分局书记兼军区政委李富春、政治部主任张平化等在辽源(今双辽市)就西满与东蒙古的军政工作达成协议，史称《吕阿协定》，主要内容是：
- 东蒙古人民自治军接受西满军区的领导和指挥，保卫解放区、打击土匪和反动武装。
- 西满军区向东蒙古人民自治军派驻政工人员，并提供武器弹药和部分给养。
- 改造旧的政权，原东蒙古县和旗分别由中共领导下的县人民政府和东蒙古自治政府领导下的旗人民政府管辖，建设成为人民服务的民族平等团结的革命政权。
- 实行减租减息，解放农村生产力等

这一协定使东蒙古人民自治军成为中国共产党领导下的民族革命武装。
1946年4月3日的“四三会议”后，内蒙古东部与西部的民族自治运动力量合并（实际上是被中共所掌控），东蒙自治政府解散，东蒙人民自治军统一改为内蒙古人民自卫军。乌兰夫任司令员，阿思根、王再天任副司令员。1946年5月20日经冀热辽分局批准，阿思根加入中国共产党，任内蒙古自治运动联合会常委。1946年5月25日任内蒙古人民自卫军兴安军区司令员。1946年6月内蒙古人民自卫军兴安军区与东北民主联军辽吉军区组建为联合司令部，司令员邓华、政委陶铸、阿思根为副司令。1947年1月，内蒙古人民自卫军骑兵第一、第二师与辽吉军区第五军分区组成了蒙汉联军，任司令员，政委赵石，解放了奈曼旗，在进军科左前旗时争取一个团起义，解放科左后旗时毙敌40余人、俘虏400多人、投诚数百人。1947年2月率军进攻开鲁县，给敌“热河蒙旗自卫军”毁灭性打击，俘虏800多人。1947年4月23日阿思根参加了“五一”大会，被选为内蒙古自治区政府委员。1947年5月26日，成立内蒙古共产党工作委员会，任工委候补委员。1948年1月1日内蒙古人民自卫军改为内蒙古人民解放军，阿思根任副司令员。
1948年1月31日在王爷庙（今乌兰浩特）病逝。他去世之际，当时的中共中央东北局、第四野战军司令林彪特地发来了唁电。